# Martin Urianstad Bugge
Martin Urianstad Bugge (né le 6 février 1999, à Stavanger) est un coureur cycliste norvégien, membre de l'équipe Uno-X Pro.

## Biographie
Martin Urianstad Bugge commence sa carrière cycliste au Stavanger Sykleklubb. 
En 2020, il devient champion de Norvège sur route dans la catégorie espoirs, devant Anders Johannessen et Andreas Leknessund.

## Palmarès
- 2016
  - Ringerike Grand Prix juniors
- 2017
  - 2e de l'Arctic Race juniors
  - 3e du Ringerike Grand Prix juniors
- 2018
  - 2e du Ronde van Vestkant
- 2019
  - 3e du championnat de Norvège du critérium
  - 3e du Tour Te Fjells
  - 3e de la Coupe de Norvège
- 2020
  -  Champion de Norvège sur route espoirs
- 2022
  -  Champion de Norvège du critérium

## Classements mondiaux
| Année                                 | 2019  | 2020 | 2021  | 2022  | 2023  | 2024 |
| ------------------------------------- | ----- | ---- | ----- | ----- | ----- | ---- |
| Classement mondial                    | 3066e | 516e | 1305e | 1429e | 1061e | 774e |
| UCI Europe Tour                       | 1885e | 424e | 939e  | 970e  | nc    | nc   |
|                                       |       |      |       |       |       |      |
| Légende : nc = non classéSource : UCI |       |      |       |       |       |      |